# Селимир
Селимир, среща се още и като Селемир или Силимир (латински: Syllimirum; Similer), син на Свевлад. Властването му преминава мирно спрямо съседите и толерантно към християните. Според дуклянската летопис управлявал сърбите 21 години.